# Template-Toolkit
Template-Toolkit ist eine freie, in Perl geschriebene Template-Engine, die seit 1996 hauptsächlich von Andy Wardley entwickelt wird. Dieses CPAN-Modul gehört unter Perl zu den meistverwendeten und vielseitigsten Programmbibliotheken, um anpassbare Textbausteine (oft HTML-Schablonen) auszugeben.
Programmierer sind meist keine guten Designer und umgekehrt. Deswegen sollten Design und Programm getrennt werden, damit beide Entwicklungsbereiche unabhängig voneinander arbeiten können. Dies kann mit Hilfe des CPAN-Moduls "Template Toolkit" geschehen.
Das Toolkit ist eine Perl-Bibliothekssammlung mit in C geschriebenem Template-Interpreter. Ein Template ist in diesem Zusammenhang eine HTML-Schablone, die von einem Designer entworfen wird. Der Perl-Programmierer erstellt die Applikationslogik und die Datenstrukturen in einem getrennten Skript und ruft aus diesem heraus das Template auf.
Der Designer entwirft die HTML-Dateien wie gewohnt, ergänzt diese mit speziellen Direktiven. Diese Direktiven sind Variablen, IF-ELSE-Anweisungen und Schleifen. Durch die Direktiven sind dem Designer Möglichkeiten gegeben, den Inhalt dynamisch aufzubereiten. Der Programmierer ruft dieses Template im Skript über den Template-Interpreter auf und übergibt Daten, die in der Webseite angezeigt werden sollen. Die Daten ersetzen dabei die Template-Variablen.
Eingesetzt wird diese Technik z. B. im Bugzilla-Projekt und OTRS.